# 15512 Snyder
15512 Snyder è un asteroide della fascia principale. Scoperto nel 1999, presenta un'orbita caratterizzata da un semiasse maggiore pari a 3,0404890 UA e da un'eccentricità di 0,0217841, inclinata di 13,79505° rispetto all'eclittica.